# 水車落とし
水車落とし（すいしゃおとし）は、レスリングとプロレスで用いられる投げ技の一種である。ダックアンダー・スープレックス（Duck-Under Suplex）とも呼ばれている。

## 概要
レスリングのグレコローマンスタイルにはダックアンダー（腋くぐりタックル）という技術がある。水車落としはダックアンダーで相手に組み付き、相手を前方から抱え込んで担ぎ上げ、後方へ投げ落とすものである。
立っている相手の前方から、相手の腹部に自分の片方の肩を当て、そのまま相手の体を腕で捕らえて起き上がると同時に相手を肩の上にうつ伏せで乗せる。このときの相手の体勢は頭部が自分の後側、脚部が自分の前側の向きとなっている。このまま後方へ倒れ込むと同時に相手の体を反転させて、相手を背面からマットへ叩き付ける。
掛ける姿勢は選手によりばらつきがあり、相手を両腕で抱える際、相手の体を支えるように添えるだけのものや、逆にしっかりと抱え込む形のもの、相手の片腕を腋に抱え込み片足を片腕で掴んでより強固に固定してかけるもの等がある。
また、投げる時の体勢も様々で、後方に倒れながら相手を反転させて落とす形、その場で大きくジャンプしながら落とす形、大きく投げ捨てて空中で反転させて落とす形、ブリッジで反り投げる形、滞空時間を短くして低空高速で投げる形、逆に長時間担ぎ上げておいてから投げる形、助走を付けて投げ捨てる形などがある。さらに相手の胴を両腕で抱え込んで、肩の上に乗せず、自分の顔の前や胸の前辺りに抱え上げた状態から、後方へ投げ捨てる形もある。この場合、フロント・スープレックスに近い体勢となる。

## 主な使用者
前述の通り、レスリングに技の起源があるため、レスリング経験者に使用者が多い。ただし、その多くは繋ぎ技としての使用が多く、フィニッシュ・ホールドとして使用する者は少ない。これをフィニッシュ・ホールドとしていた数少ない選手の例として、サルマン・ハシミコフが挙げられる。ハシミコフはダブル・レッグダイブの姿勢から相手を高く抱え上げた後に、右腕で相手の脚を抱え、左手は相手の腕を取るように担ぎ直してから後方に反り投げる形態を採っており、ビッグバン・ベイダーを、この技で下してIWGPヘビー級王座を獲得したことで水車落としが一躍知名度を上げる事となった。
他には、マサ斎藤、スティーブ・ウィリアムス、ゲーリー・オブライト、杉浦貴、藤田和之、浅子覚、中西学、馳浩、アジャ・コング等が得意としている。また、若手時代に使用していた選手として船木誠勝や高田延彦等がいる。
現在では、水車落としの派生技である垂直落下式水車落とし（後述）をフィニッシュ・ホールドとしている選手が複数いる。
水車落としがプロレス技として著名になって以降は、レスリングにも水車落としの逆輸入が行われており、日本では2015年の全国高等学校総合体育大会レスリング男子84kg級決勝戦にて埼玉栄高等学校の山崎弥十朗 が水車落としを敢行して勝利、インターハイ連覇を飾った 他、同年12月24日には全日本レスリング選手権大会女子55kg級決勝戦にて、吉田沙保里が水車落としを敢行して勝利、全日本13連覇とリオデジャネイロオリンピック出場権獲得を決めている。どちらの例も、水車落としは本来はプロレス技である事が明言されており、試合会場からは大きな驚きを持って受け止められた事が伝えられている。
ハシミコフ以前の日本では、1964年に日本プロレスに入団したザ・グレート・カブキが、本名の高千穂明久を名乗っていた若手時代に、アマレス式のダックアンダーから仕掛ける形で使用していたが、それ以後はハシミコフの来日まで目立った使い手がいない状況であった。同時期の1967年2月10日、後楽園ホールで覆面レスラーのミスター・アトミックと60分3本勝負で対戦したジャイアント馬場が、フロント・ネックロックを仕掛けに来たアトミックの腹に両手を宛がって高く抱え上げ、そのまま水車落としのように後方に倒れ込む変形ブレーンバスターを放った事があるが、2本目にこの技を食らったアトミックはそのまま失神KOとなってしまい、余りにも危険すぎるとして馬場は以後この技を使用する事はなかった。
なお、元々はサルマン・ハシミコフの初来日時に著名となった技の為か、英語圏のプロレスラーには使い手が少なく、英語版Wikipediaで主な使い手とされているハシミコフと小原道由の項では、ウォーターホイール・ドロップ（Water-Wheel Drop）やスイシャオトシ（Suisha Otoshi）と記述されており、どちらも「ダブル・レッグダイブからバック・ボディ・ドロップ（ショルダー・スルー）を決める技」（ダブルレッグ・バック・ボディ・ドロップ、Double Leg Back Body Drop）と説明されている。

## 派生技

### 水車落とし固め
水車落としで投げた後、そのままの状態で相手を押さえ込み、ピンフォールを狙う技。水車落とし同様、選手によって掛ける体勢にばらつきがある。掛け方によってはノーザンライト・スープレックスに似た体勢にもなる。
サルマン・ハシミコフや若手時代の浅子覚等が使用した。

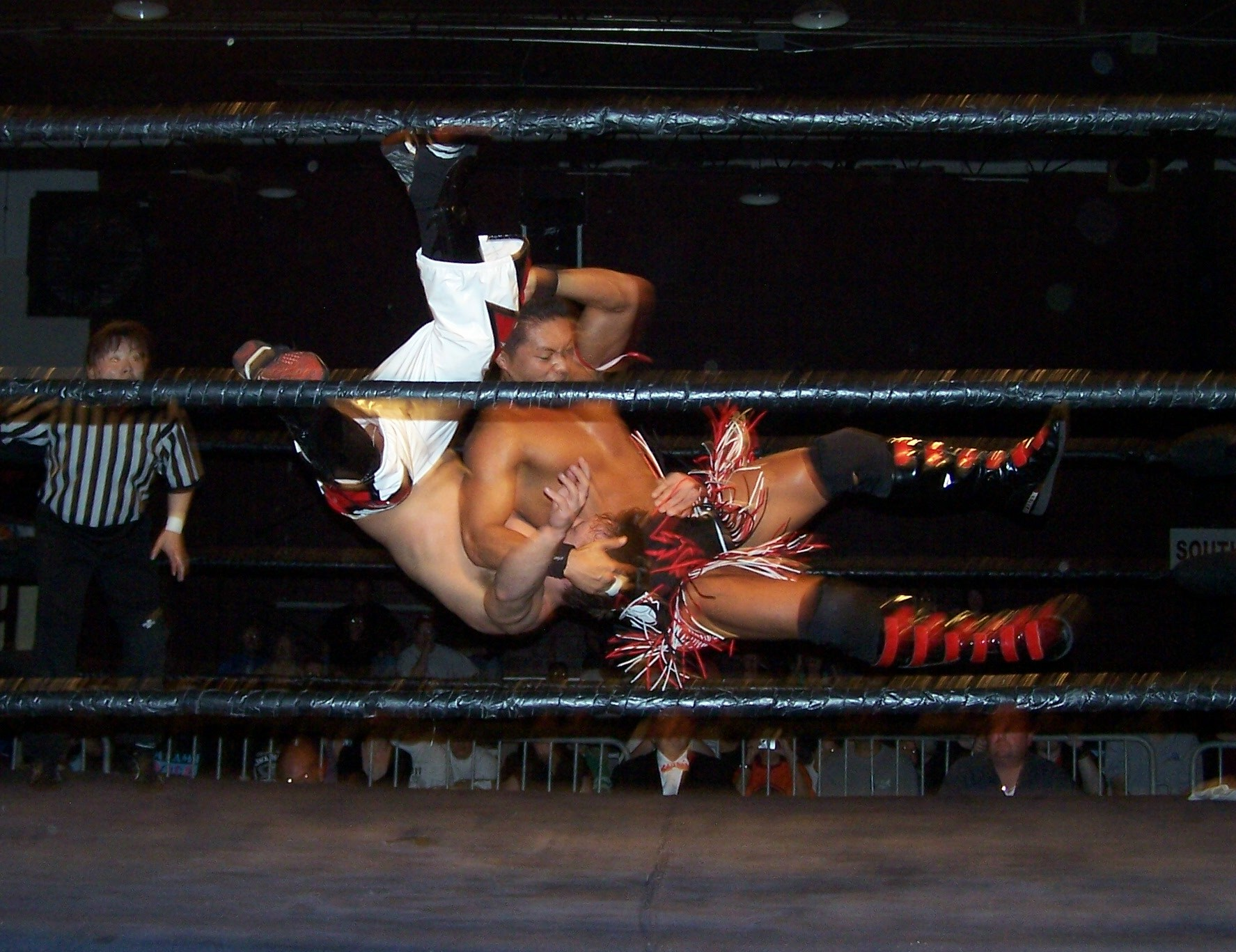
CIMAによるシュバイン（垂直落下式水車落とし）。

### 垂直落下式水車落とし
水車落としの体勢で担ぎ上げた状態から、相手の体を反転させずに、後方へ倒れ込みながら頭部から叩き落とす技。危険なため、相手の頭部や片腕を、脇にしっかりと抱え込んでかける場合が多い。なお水車落とし同様、各選手のよってフォームに若干の違いがある。
相手の体を担ぎあげた肩と同じ側の腕で頭部を抱え込む型はCIMAがシュバインとして使用、類似の型で助走を付けて決めて、さらに落とした体勢のままでフォール（ホールド式）するタイプをマイケル・モデストがリアリティ・チェックとして使用。逆側の腕で抱え込む型は吉田万里子がエアレイド・クラッシュ、カズ・ハヤシがWA4として使用している。また応用として、雪崩式や断崖式などもある。派生技として、カズ・ハヤシが使用する片腕を極めて掛けるパワー・プラントや、タイチが使用する相手の足を交差して掛けるブラック・メフィスト、高橋ヒロムが使用するファイヤマンズキャリーの状態からかけるTIME BOMB。CIMAは派生としてリストクラッチ式のシュバイン・レッドライン、担いだ体勢からこうもり吊りのように相手を絞り上げるシュバイン固めなどを使用している。
オカダ・カズチカはシュバインの形から相手の首を自分の膝に打ち付ける技をリバースネックブリーカーとして使用している。
こうもり吊り落とし
ルチャリブレの痛め技であるコウモリ吊りに似た状態から落とす技。落とす形はシュバインとほぼ同形だが入り方が複雑で、向かい合った状態から相手の股の間に頭を入れ、自分の背中へ相手が来るように持ち上げる。相手の両足を頭上でまとめ左足首のあたりを左腕で掴み、右腕は相手の首から頭部を抱えるようにして固定し、時に助走を付けてマットに首から落とす。
WA4
カズ・ハヤシのオリジナル技。相手を水車落としの体勢で担ぎ上げ、担ぎ上げたほうと逆の方で頭を抱え込み、背中から落とす技。エアレイド・クラッシュと同系。大一番では雪崩式も行う。最近では相手の腕を股に挟んで受身を取れなくして、首から垂直に落とす垂直落下式も見せる。諏訪魔に垂直落下式を見舞い観客を驚かせた。パワープラントを初披露した丸藤との世界ジュニア戦後に封印を表明。
パワープラント
カズ・ハヤシのオリジナル技。相手の腕をクラッチし、垂直落下式に相手を落とすWA4。2009年2月6日の丸藤正道との世界ジュニアヘビー級選手権試合にて初披露。この技によって世界ジュニアヘビー級王座を奪還し、第28代王者となった。
ゴー・ホーム・ドライバー
ケビン・オーエンズのオリジナル。ブロックバスターの体勢で相手を担え上げ、左腕を軸に相手を旋回させて、相手の脚を背面で再びキャッチし、斜めにシットダウンして後頭部からマットに叩きつける変型WA4。WWE所属後は技名なし。
クルーエル・エンジェルズ・スィーシス
ファイヤーマンズキャリーで相手を両肩に担ぎ上げ、上半身を後方へと旋回させて右脇下でキャッチし、シットダウンと同時に後頭部からマットに叩きつける変形シュバイン。技名は「残酷な天使のテーゼ」の意味。

### リバース・スープレックス
返し投げとも呼ばれている。水車落とし同様、レスリングの技術を応用した技。元々は相手にがぶられたとき、自分の上体を後方に反らせて、相手を投げ落とす技であった。
さらに、立っている相手の前方で前屈みになり、相手の股間に頭を突っ込み、さらに両腕で相手の足を掴む。そのまま上体を起こすと同時に、相手を背中越しに逆さまに担ぎ上げ、後方へ倒れ込むと同時に相手を背面からマットへ叩き付ける方法もあり、パイルドライバーやパワーボムを掛けられそうになったときの返し技として使用される。なお、リバースフルネルソン（ダブルアーム）で腕を固められている状態でもリバース・スープレックスで返すことが可能である。
カール・ゴッチが新日本プロレス旗揚げ戦（1972年3月）でアントニオ猪木とシングルマッチを行った時に、ゴッチが猪木からピンフォール勝ちを収めた技がこの技であった。

### 垂直落下式リバース・スープレックス
リバース・スープレックスの体勢で担ぎ上げ、そのまま座り込むようにマットへ着地、同時に相手を頭部からマットへ落とす。ブル中野がブルズ・ポセイドンとして考案。
その他、同型・類似の技として、ミスター雁之助のリバース・ファイヤー・サンダー、加藤園子、ディック東郷のクーロンズ・ゲート、堀口元気のビーチ・ブレイク、大森隆男のアックス・ギロチン・ドライバー、アブドーラ小林のコバ・ドライバー、谷嵜なおきのインプラント、高尾蒼馬のジントニック、ハングマン・ペイジのデッドアイなどがある。
また、この関連技としてリバース・ゴリー・スペシャル・ボムや、その類似のものが数種類（工藤めぐみのスピニング・クドウドライバー、グレゴリー・ヘルムズのバータ・ブレイカー、マイケル・モデストのモデスト・ドライバー、ホミサイドのクリンゴ・キラーなど）がある。

### ショルダー・スルー
肩車投げ、肩車とも呼ばれている。柔道の同名技の応用。走ってくる相手へのカウンターでの水車落とし風の投げ技。走ってくる相手に対して前屈みになり、相手の勢いを利用して相手を背中、あるいは肩の上に乗せて起き上がると同時に、後方へ投げ飛ばす。
古典的な繋ぎ技であるが、見栄えが派手であるため、会場を沸かせるために現在でも繋ぎ技としてしばしば使用される。

### マウンテン・ボム
天山広吉の考案した技。ロープの反動で返ってきた相手に対し、90度の位置から相手の首と股の間に左右の手を掛け、肩に担ぎ上げた状態で約90度の回転を加えて軽く跳躍を加えながら後方に反り落とし、自分の全体重を相手の体幹部に浴びせる。
水車落とし、ショルダースルー、バックフリップの要素が盛り込まれた技である。
この技は掛け手と受け手の全体重が受け手の体幹部に集中し危険である。天山が初めてIWGP戦で橋本真也と戦った時にこの技を出したが、橋本がこの技を受けた際に肋骨にヒビが入った。そのため、以後後方に反る際には手を離すフォームに変更され、当初のようなフィニッシュホールドではなく、試合の流れを変えたり、次の攻撃へのつなぎの技としての色合いが強くなった。

## 関連性のある技
水車落としの体勢で担ぎ上げた後に後方ではなく、前方に倒れ込んで相手を背面からマットへ叩き落とす技は、スパイン・バスターである。スパイン・バスターは水車落としとは別の起源を持つ技であるが、結果として水車落としと前後の落とす向きが違う形態の技となった。
なお、英語圏ではハードコア・ホーリーが考案し、日本では振り子式スパイン・バスターと呼ばれたアラバマ・スラムが、使い手によりウォーターホイール・スラム(Water-wheel slam)と呼ばれる場合があり、水車落としの英訳であるウォーターホイール・ドロップの変形技であるとの認識がなされている。この名称で最初に用いたのはビッグ・ボスマンで、どちらの技も概要はダブルレッグ・スラム(Double leg slam)と説明されている。